# Teixeirichthys jordani
Teixeirichthys jordani – gatunek morskiej ryby z rodziny garbikowatych (Pomacentridae), jedyny przedstawiciel rodzaju Teixeirichthys.
Występowanie: Morze Czerwone, Ocean Indyjski i Ocean Spokojny, na głębokościach od 4–20 m p.p.m.

## Systematyka
Gatunek był opisywany przez kilku autorów pod różnymi nazwami. Np. Fowler i Bean, 1922 zaproponowali nazwę Pomacentrus formosanus, którą następnie przeniesiono do rodzaju Wangia Fowler, 1954, ale ta nazwa rodzajowa była już w użyciu (Wangia Chen, 1943 w Mollusca). Zastąpiono ją nazwą Wangietta Whitley, 1965. W wyniku dalszych analiz stwierdzono, że opisany przez Fowlera i Beana gatunek (Pomacentrus formosanus) to znany już wcześniej Teixeirichthys jordani. Pomacentrus formosanus jest więc synonimem T. jordani, a Wangietta Whitley, 1965 jest synonimem Teixeirichthys Smith, 1953.